# Ronaldo Mourão
Ronaldo Rogério de Freitas Mourão (Rio de Janeiro, 25 de maio de 1935 — Rio de Janeiro, 25 de julho de 2014) foi um astrônomo brasileiro.
Fundador do Museu de Astronomia e Ciências Afins (MAST), na cidade do Rio de Janeiro, pesquisador e sócio titular do Instituto Histórico e Geográfico Brasileiro (IGHB). No Observatório Nacional, descobriu uma série de asteroides.

## Carreira acadêmica
No ano de 1956 foi admitido como auxiliar de astrônomo no Observatório Nacional, do Rio de Janeiro. Ainda no ano 1956 Mourão iniciou a sua graduação na antiga "Universidade do Distrito Federal" (UDF), atual Universidade do Estado do Rio de Janeiro (UERJ), formando-se em 1960, quando obtém o seu bacharelado e Licenciado em Física pela Faculdade de Filosofia, Ciência e Letras.
Publicou os primeiros artigos de divulgação científica na revista Ciência Popular em 1952. Em 1956 ingressou na Universidade do Estado da Guanabara (atual UERJ). Em 1967, recebeu o título de doutor pela Universidade de Paris, na França, com menção "Très Honorables". Seus estudos se concentraram nas estrelas duplas e em corpos distantes do Sistema Solar. Ainda em 1967 retorna ao Brasil e, no ano seguinte, torna-se chefe da Divisão de Equatoriais 
Na década de 1970, foi convidado pelo Projeto Minerva para produzir a série "O Céu do Brasil". Entre novembro de 1978 e junho de 1979, foram ao ar, no rádio, trinta programas com roteiros escritos por Mourão e gravados com a locução do jornalista Eliakim Araújo e outros locutores não identificados. Estes programas foram organizados e se encontram disponíveis on-line.
De 1975 e 1986, Mourão elaborou todos os verbetes sobre astronomia e astronáutica do Novo Dicionário da Língua Portuguesa de Aurélio Buarque de Holanda.
Em março de 1997, foi eleito membro correspondente da Sociedade de Geografia de Lisboa. No dia 6 de novembro desse ano foi agraciado com a Medalha Tiradentes, por sugestão do Deputado Estadual Luiz Carlos Machado, da Assembléia Legislativa do Rio de Janeiro. No mesmo mês, foi eleito sócio honorário do Instituto de Geografia e História Militar do Brasil.
Em 26 de julho de 1998, foi nomeado membro da Comissão Cruls, criado pelo decreto n.º 19.348 do Governo do Distrito Federal, quando foi agraciado com a medalha Luis Cruls.
Em 16 de março de 1999, tomou posse na Academia Luso-Brasileira de Letras, na cadeira n.º 38 que tem como patrono Gregório de Matos. Em junho desse ano também foi eleito membro da Academia Brasileira de Filosofia, na cadeira n.º 41 que tem como patrono Roberto Marinho de Azevedo.
Participou, de 8 a 12 de fevereiro de 2000, do III Encontro Luso-brasileiro da História da Matemática, em Coimbra. No período de 22 a 26 de maio de 2000, ministrou no Congresso Internacional Encontros e Desencontros de Culturas, realizado em Sobral, Ceará, um mini-curso: "500 anos de Ciência no Brasil".
Em 5 de junho de 2000, foi agraciado com o Prêmio Cultural: Medalha Austregésilo de Athayde do Lions Club.
Em 19 de abril de 2001, ganhou o Prêmio Jabuti 2001 na categoria de Ensaios com o livro Astronomia na época dos descobrimentos da Lacerda Editores.
Em 15 de junho de 2001, foi agraciada pelo Governador Francisco de Assis de Moraes Souza com o título de Grande Oficial da Ordem Estadual do Mérito Renascença do Piauí, a mais alta condecoração do Estado do Piauí.
Em 4 de julho de 2001, foi eleito membro titular do Instituto Histórico e Geográfico Brasileiro.
Em 23 de outubro de 2001, tomou posse na Academia Brasileira de Literatura, na cadeira n.º 16 que tem como patrono Fagundes Varela. Um semana depois, tomou posse na Academia Carioca de Letras, na cadeira nº 14, que tem como patrono Pedro II.
Em 31 de março de 2003, foi homenageado pela Câmara Municipal de Curitiba com o título Voto de Louvor pelos relevantes serviços prestados à comunidade na área da astronomia por sugestão do Vereador Jorge Bernardi.
Em 25 de maio de 2005, recebeu o título “Suprema Honra ao Mérito” da Universidade Soka, Tóquio, em reconhecimento "aos notáveis empreendimentos realizados, em prol da ciência, educação e do bem estar da humanidade, do verdadeiro testemunho de uma vida exemplar dedicada às causas públicas e humanitárias". No dia seguinte recebeu o Prêmio de Cultura e Paz da SGI – Soka Gakkai International, Tóquio, "em reconhecimento pela sua grande contribuição a realização de uma paz duradoura e a promoção da cultura baseado nos nobres ideais do humanismo".
Mourão se tornou conhecido como um dos maiores céticos em relação à Ufologia, tendo manifestado essa sua opinião inclusive no programa de TV Linha Direta em agosto de 2006. Por outro lado, o astrônomo foi um grande entusiasta e participante do Projeto SETI. De semelhante modo, Mourão era descrente em relação a astrologia e suas previsões.
Morreu no dia 25 de julho de 2014, aos 79 anos, vitimado por um acidente vascular cerebral hemorrágico.

## Carreira política
Mourão também se aventurou na carreira política, tendo se filiado ao PSDC nos anos de 1990, partido pelo qual concorreu ao cargo de deputado. Em 2002, se candidatou a deputado federal pelo PMDB, conseguindo somente 9 votos. Em 2006, foi novamente candidato, dessa vez pelo PDT, onde obteve 692 votos, ainda assim longe do suficiente para conseguir a eleição.

## Principais contribuições científicas
Mourão publicou seus primeiros artigos de divulgação científica na revista Ciência Popular, em 1952. Desde entào, possui quase cem livros publicados e mais de mil ensaios publicados em livros, revistas e jornais. Suas principais contribuições científicas foram:
- 1956 — Observações de Marte durante a oposição de 1956 no ON;
- 1961 — Apresentação de um trabalho sobre Estrelas Duplas Visuais no Simpósio da IAU de 11/12 de agosto em Berkeley, EUA;
- 1962 — Apresentação em julho de 1962 na Assembléia Geral da IAU, trabalho sobre a periodicidade das faixas do planeta Júpiter e a transparência dos anéis de Saturno, que mereceu elogios dos renomados astrônomos A. Dollfus de Paris E V. Moroz da Academia de Ciências de Moscou;
- 1964 — Apresentou um trabalho no “Colloque d’ Calcul Numérique e Mathématique Appliqué de Sille, estabelecendo novas relações a serem utilizadas na aplicação do método de Thiele-Innes;
- 1966 — Apresentação de um trabalho sobre novo método de cálculo de órbitas circulares de estrelas duplas visuais no Colloque d’ Calcul Numérique e Mathématique Appliqué de Rouen;
- 1968 — Foi indicado pela Dra. Barbara Middlehurst, da Smithsonian Institution como Coordenador no Brasil do Programa LION (Lunar International Observers Network) para colaborar com observações lunares no Projeto Apollo da NASA-JPL. Envolvendo 23 profissionais e amadores o Programa foi um sucesso e muito elogiado pelos participantes;
- 1969 — Constatação da existência de um companheiro invisível da estrela dupla Aitken 14 que foi confirmada pelo astrônomo Baize do Observatório de Paris. Na ocasião, Mourão levantou a hipótese de que poderia ser um novo sistema solar;
- 1971 — Em junho apresentou dois trabalhos na reunião anual da SBPC em Curitiba, PR, sobre estrelas duplas visuais;
- 1972 — Neste ano de 3 a 7 de abril, participou do Colloque nº 18 da IAU sobre Asteroides, Cometas e Matéria Meteorítica em Nice, França, ocasião em que apresentou um trabalho sobre os efeitos dos erros de medidas no método das dependências utilizado em astrometria fotográfica;
- 1974 — Participou neste ano do Colloque nº 33 da IAU em Oaxtepec, México, onde apresentou duas comunicações sobre os sistemas múltiplos Hussey 1339 e Córdoba 197;
- 1980 — Em seu estágio no Observatório em La Silla, Chile, Mourão descobriu nada menos que 72 novos asteroides. Seu nome está imortalizado no asteroide nº 2590 descoberto em 22 de maio de 1980 pelo astrônomo belga H. Debehogne.

## Morte
Portador do Mal de Parkinson, Mourão faleceu em consequência de uma pneumonia dupla; sendo que duas semanas antes ele já havia sido vítima de um acidente vascular cerebral (AVC) hemorrágico.
Ao falecer, Mourão deixou quatro filhos e dois netos; tendo ele sido sepultado no Cemitério de São Francisco Xavier, no bairro do Caju.

## Prêmios e honrarias
- 1985 — Asteroide Mourão — Descoberto por Mourão em 22 de maio de 1980, o asteroide 2.590 foi batizado de Mourão, em homenagem ao seu descobridor. O registro do nome foi feito em 2 de julho de 1985, no Miror Planet Circular. Na publicação, Ronaldo Mourão é apontado como astrônomo integrante do programa de descoberta e obervação de asteroides do European Southern Observatory (ESO).[10]
- 1997 — Primeiro vencedor do Prêmio José Reis de Divulgação Científica, o mais importante do Brasil na área,[2] pelo conjunto de seus trabalhos.
- 1997 — Agraciado pelo Instituto Histórico e Geográfico de São Paulo com o colar do centenário e o respectivo diploma, como destaque cultural do ano de 1996.[1]
- 2000 — Prêmio Cultural: Medalha Austregésilo de Athayde do Lions Club.
- 2001 — Prêmio Jabuti (categoria de Ensaios) com o livro Astronomia na época dos descobrimentos
- 2005 — Prêmio “Suprema Honra ao Mérito” da Universidade Soka, Tóquio, Japão.
- 2005 — Prêmio de Cultura e Paz da SGI – Soka Gakkai International.